# Stade Ciudad de La Plata
L'Estadio Ciudad de La Plata est situé à La Plata, en Argentine. Il est aussi connu comme le Stade Único (Unique) et est propriété de la Province de Buenos Aires. Il est administré par le gouvernement provincial, la Municipalité de La Plata et les clubs Estudiantes de La Plata et Gimnasia y Esgrima La Plata.

## Histoire
En 2011, il accueille des matchs de la Copa América 2011, dont le match d'ouverture et la finale. À partir de 2012, il accueille certains matchs de l’équipe d'Argentine de rugby à XV dans le cadre du Rugby Championship.
En 2023, il accueille des matchs pour la Coupe du monde des moins de 20 ans, notamment le match pour la troisième place et la finale.